# باطرش
الباطرش هو عبارة عن باذنجان مشوي وطحينة ولبن (النسب حسب الرغبة) مع قليل من الليمون والملح والفلفل الأحمر مخلوط حتى التجانس ثم يضاف عليه صلصة البندورة واللحمة ويؤكل كوجبة رئيسية.

## المعلومات الغذائية
تحتوي وجبة الباطرش (300غ تقريباً) على المعلومات الغذائية التالية:
- السعرات الحرارية: 89
- الدهون: 8
- الدهون المشبعة: 1
- الكوليسترول: 2
- الكاربوهيدرات: 4
- البروتينات: 2

## وصلات خارجية
- معلومات غذائية عن وصفة الباطرش